# سپیده خداوردی
سپیده خداوردی (زادهٔ ۶ اردیبهشت ۱۳۶۰) بازیگر و نوازندهٔ ایرانی است. او بازیگری را به طور حرفه‌ای با مجموعه بچه‌های خیابان ساختهٔ همایون اسعدیان در سال ۱۳۸۲ آغاز کرد. خداوردی همچنین سال‌ها سابقهٔ فعالیت حرفه‌ای در زمینه موسیقی دارد. او نوازنده گروه‌های موسیقی مختلف مانند ارکستر ملل و ارکستر ملی بوده و در گروه شهناز به همراه محمدرضا شجریان نیز فعالیت کرده‌است.

## فعالیت در موسیقی
- فارغ‌التحصیل هنرستان موسیقی تهران
- رتبه نخست و دریافت عنوان ستاره موسیقی در نوازندگی تار در جشنواره سال ۱۳۷۴
- نوازنده ارکستر سمفونیک صدا و سیما از سال ۱۳۷۵ به مدت ۱۱ سال
- ساز تخصصی او تار و کنترباس است اما دف، پیانو و تنبک هم می‌نوازد.[۵]
- مدرس موسیقی در دانشگاه الزهرا
- عضویت در گروه فرهنگسرای بهمن از سال ۷۴ به رهبری استاد  شریف لطفی
- نوازندگی در ارکستر ملی به رهبری فرهاد فخرالدینی و لوریس چکناواریان[۶][۷]
- برنده جایزه مین اون فستیوال جاده ابریشم ژاپن، به سرپرستی مجید اخشابی گروه مهرآوا
- نوازنده گروه شهناز به همراه محمدرضا شجریان در تورهای کنسرت انگلیس، دبی،ترکیه،امریکا  بوده و در دانشگاه معتبر دنیا کارگاه های تخصصی موسیقی برگزار نموده اند [۸]
- مدرس سازهای موسیقی و تئوری موسیقی مانند پیانو، تار، تنبک، سلفژ و وزن خوانی در آموزشگاه‌های موسیقی[۹]
- عضویت در ارکستر البرز به رهبری لوریس چکناواریان و مجید انتظامی
- عضویت در ارکستر ملل به خوانندگی سالار عقیلی[۱۰]
- عضویت در گروه‌های موسیقی بانوان (چکاوک آزاد و تذرو)[۵]
- همکاری با ارکستر رودکی و گروه باربد به خوانندگی عبدالحسین مختاباد.[۵]
- نوازنده ارکستر آلنام به رهبری آقای وحید علی‍بور- نوازنده کنترباس
- نوازنده ارکستر گروه باربد به خوانندگی اقای افتخاری
- انتشار مجموعه شعرخوانی «سپیدار»، با شعر هوشنگ ابتهاج و آهنگسازی مجید درخشانی ۱۳۹۷[۱۱]
- انتشار آلبوم ، قاصدک سپید (این آلبوم شامل نه قطعه از اشعار-آهنگسازی و دکلمه سپیده خداوردی است )
- تهیه کنندگی در زمینه موسیقی و آهنگسازی
- نوازنده کنترباس ارکستر سمفونیک تهران به رهبری استاد منوچهر صهبائی-تالار وحدت
- مدرس برتر پیانو در آکادمی پیانو پدال
- مدرس موسیقی در آموزشگاه ناصر چشم آذر

## فیلم‌شناسی

### سینما
- آلفا و ربات نابودگر (شهرام قدیری) - ۱۴۰۲
- های پاور (هادی محمدپور) - ۱۴۰۱
- پیمان (مجید فهیم‌خواه) - ۱۳۹۰
- یکی از میان همه (ابراهیم شیبانی) - ۱۳۸۷
- ایستگاه بهشت (نادر مقدس) - ۱۳۸۵

### تلویزیون

سپیده خداوردی در اولین جشنواره تلویزیونی جام جم (وسط تصویر)، سال ۱۳۹۰

#### مجموعه‌های تلویزیونی
| سال       | نام مجموعه            | کارگردان               | پخش         |
| --------- | --------------------- | ---------------------- | ----------- |
| ۱۴۰۳      | پالتفرم               | سیامک خواجه‌وند         | شبکه خانگی  |
| ۱۴۰۳      | اجل معلق              | عادل تبریزی            | شبکه خانگی  |
| ۱۴۰۳–۱۴۰۲ | رخنه                  | علی غفاری              | شبکه یک     |
| ١۴٠١      | تازه وارد             | رضا محبی نوری          | شبکه سه     |
| ۱۴۰۰      | کلبه عمو پورنگ        | احمد درویشعلی‌پور       | شبکه دو     |
| ۱۴۰۰      | صبح آخرین روز         | حسین تبریزی            | شبکه دو     |
| ۱۳۹۹      | بیگانه‌ای با من است    | احمد امینی             | شبکه دو     |
| ۱۳۹۹      | خانه امن              | احمد معظمی             | شبکه یک     |
| ۱۳۹۹      | شاهرگ                 | سید جلال دهقانی اشکذری | شبکه دو     |
| ۱۳۹۸      | ترور خاموش            | احمد معظمی             | شبکه یک     |
| ۱۳۹۸      | بوی باران             | محمود معظمی            | شبکه یک     |
| ۱۳۹۶      | محکومین               | حسین قناعت             | شبکه یک     |
| ۱۳۹۵      | در قصه‌ها زندگی می‌کنند | داوود بیدل             | شبکه دو     |
| ۱۳۹۴      | شب‌های سبز             | منصور باغبانی          | شبکه استانی |
| ۱۳۹۲      | آوای باران            | حسین سهیلی‌زاده         | شبکه سه     |
| ۱۳۹۲      | عصر پاییزی            | اصغر نعیمی             | شبکه یک     |
| ۱۳۹۲      | پروانه                | جلیل سامان             | شبکه سه     |
| ۱۳۹۱      | به خاطر مونا          | مرتضی کوشایی           | شبکه سه     |
| ۱۳۹۱      | سهمی برای دوست        | مسعود اطیابی           | شبکه دو     |
| ۱۳۹۰      | از یاد رفته           | فریدون حسن‌پور          | شبکه یک     |
| ۱۳۸۸      | گیلعاد                | حسین سهیلی‌زاده         | شبکه دو     |
| ۱۳۸۲      | بچه‌های خیابان         | همایون اسعدیان         | شبکه پنج    |

#### تله فیلم
- راز فانوس (محمد حسن‌زاده) - ۱۳۹۱
- بومرنگ (اسماعیل فلاح‌پور) - ۱۳۹۰
- جایی بالاتر از ابرها (موسی پایین‌محله) - ۱۳۸۹[۱۴]
- غافل (منوچهر هادی) - ۱۳۸۸
- یک گوشه پاک و پر نور (علی مؤذنی) - ۱۳۸۷
- کابوس (رضا بهشتی) - ۱۳۸۷
- قهوه اسپرسو (رضا بهشتی) - ۱۳۸۵[۱۵]
- مستند حوض ایرانی (پریسا عشقی) - ۱۳۸۳[۱۶]
- فیلم کوتاه هستی
- فیلم کوتاه روزی روزگاری

### تئاتر
- تئاتر آنتیگونه
- پاریس شهر خوبی برای فراموشی نیست (به کارگردانی سمیرا راهی) - ۱۳۹۳
- هیچ‌کس مثل تو مال این‌جا نیست
- با جانی دپ در فتوشاپ
- بازی در نمایش (سی نورا) - دراماتورژ محمد امیر یاراحمدی و تهیه کنندگی نوید محمدی نوقی زاده - ۱۴۰۳